# Lil María Herrera
Lil María Herrera Castillo (Ciudad de Panamá, 8 de noviembre de 1965) es una periodista, profesora y escritora panameña.  Cursó estudios de comunicación social en la Universidad Santa María La Antigua y obtuvo una maestría en periodismo de la Universidad de Siracusa en Nueva York. Desde 2016 vive y trabaja en la provincia de Chiriquí.

## Obras
- Las garzas: expresión de caricatura política en el periodismo de opinión en Panamá, Universidad Santa María la Antigua, Panamá, 1990
- Entre figuras y andanzas, motivos periodísticos. Imprenta Sibauste, Panamá, 1998
- Metaldevoz, Ediciones Asterisc, Panamá, 2006
- Todo en regla, imprenta L&J Publicaciones, Panamá, 2009
- Di versos, "poemas traviesos", Universidad Tecnológica de Panamá, Panamá, 2011
- Tenaz, Ediciones Pelo Malo, cartonera, 2012
- Pepita Nador, Ediciones Pelo Malo, cartonera, 2012
- Candela Calle, Ediciones Pelo Malo, cartonera, 2012
- Todo en regla; In due C(o)urse, Ediciones Pelo Malo, cartonera, 2012

## Premios y reconocimientos[3]
- 2016 Primer premio concurso de literatura infantil y juvenil Carlos Francisco Changmarin[4][5]
- 2014 Premio Nacional de Poesía Infantil Hersilia Ramos de Argote, otorgado por la Universidad Tecnológica de Panamá, por su poemario Chifladuras[6]
- 2014 Premio Municipal de Poesía León Antonio Soto, otorgado por el Municipio de Panamá, por su poemario Juegos Mentales[7]
- 2009 Premio V Concurso de Mujeres, Voces, Imágenes y Testimonios, Centro de Comunicación Voces Nuestras y Simas, Nicaragua
- 2006 Premio Esther María Osses del Ministerio de Trabajo y Desarrollo Laboral, Instituto Panameño de Estudios Laborales, XXVI Certamen Nacional de Arte del Trabajador(a), Sección Poesía